# ميريام بيوركلاند
ميريام بيوركلاند (بالسويدية: Mirjam Björklund)‏ هي لاعب كرة مضرب سويدية، ولدت في 29 يوليو 1998 في ستوكهولم في السويد.

## وصلات خارجية
- ميريام بيوركلاند على موقع رابطة محترفات التنس (الإنجليزية)
- ميريام بيوركلاند على موقع الاتحاد الدولي لكرة المضرب (الإنجليزية)
- ميريام بيوركلاند على موقع كأس بيلي جين كينغ (الإنجليزية)
- ميريام بيوركلاند على موقع خلاصة التنس.كوم (الإنجليزية)